# Шевцов, Николай Михайлович
Николай Михайлович Шевцов (1832 — 17 июля 1892) — полковник, известный военный инженер.

## Биография
Родился в 1832 году. Среднее образование получил в Орловском кадетском корпусе, высшее специальное в Николаевской Инженерной Академии, по окончании курса в которой был выпущен со званием военного инженера.
С этого времени начинается многолетняя неутомимая деятельность Н. М. Шевцова в качестве строителя многих крупных военных, военно-морских и других сооружений.
Так, в Одессе им построены: мол, нефтяная гавань, юнкерское училище и военный госпиталь.
Затем ему же поручена была постройка Ковенской крепости. Постройка эта обошлась на несколько миллионов дешевле первоначальной сметы и в то же время была последним словом военно-инженерного дела.
Понимая, какое огромное значение имеет цемент в крупных сооружениях и, поэтому, как важно избавиться от зависимости в этом отношении от иностранных цементных заводов, Н. М. положил немало усилий для того, чтобы устроить и развить русское цементное производство в Петербурге, и последнее своим возникновением обязано главным образом ему.
Приглашенный построить в Крыму Ялтинский порт, он блестяще выполнил эту задачу.
В то же время он вместе с гг. фон Дервизами начал разрабатывать цинковую руду и каменный уголь в Царстве Польском и поставил это дело на прочное основание.
Затем, вместе с инженерами Борейшей и Максимовичем, принял на себя также и постройку Либавского военного порта. Окончить же Либавский военный порт ему не пришлось.
Он кончался скоропостижно в местечке Домброво на каменноугольных копях 17-го июля 1892 года. Тело его перевезено в Петербург и погребено на кладбище Александро-Невской Лавры.
Будучи человеком очень добрым и религиозным и обладая, к тому же, хорошим состоянием, Шевцов много жертвовал на разные благотворительные учреждения, никому не отказывал из обращавшихся к нему за помощью и построил на свои средства церковь-скит в местечке Борках, на месте чудесного избавления от опасности царственной семьи 17-го октября 1888 года, а в родном селе выстроил большую деревянную церковь.